# Carl Fisch
Carl Fisch (1859 - ?) fue un botánico alemán.

## Obra
- 1900. Studies on Lactoserum and on Other Cell-sera. 15 pp.

- 1897. The Antitoxic and Bactericidal Properties of the Serum of Horses Treated with Koch's New Tuberculin. Editor J. Hogan, 31 pp.

- 1884. Entwickelungsgeschichte von Doassansia sagittariae. Berichte der Deutschen Botanischen Gesellschaft 2: 405, tab.

- 1884. Beiträge zur Kenntnis der Chytridiaceen. Erlangen : Deichert

- 1879. Flora von Rostock. Coautor Ernst Hans Ludwig Krause)

- La abreviatura «C.Fisch» se emplea para indicar a Carl Fisch como autoridad en la descripción y clasificación científica de los vegetales.[1]